# Aumento (araldica)

Stemma della città di Lione. Si noti il capo di Francia.

In araldica, gli aumenti possono essere di qualsiasi natura: una pezza, una figura, più raramente una partizione. Nella maggior parte dei casi si tratta di un capo o di un cantone.

## Casistica ed utilizzo
Un esempio frequente di aumento si trova nei blasoni di molte città francesi che hanno nel loro stemma un capo d'azzurro caricato di tre gigli d'oro, detto capo di Francia e dato in aumento alle città «fedeli» al re.
Un blasone «aumentato» dovrebbe essere letto ignorando dapprima l'aumento, e terminando poi con "aumentato da". Questa regola non è praticamente mai applicata, nemmeno nel caso delle grandi casate.
Così la blasonatura dello stemma lionese dovrebbe essere "Di rosso al leone d'argento, aumentato del capo di Francia"; la blasonatura abituale "Di rosso al leone d'argento; al capo cucito d'azzurro, caricato di tre gigli d'oro" senz'altro corretta, non tiene conto dell'evoluzione onorifica (l'aumento introduce qui una situazione apparentemente scorretta (smalto su smalto): il termine «cucito» indica che l'anomalia è riconosciuta).

Blasone del Regno di Scozia.

## Differenze fra le nazioni
Numerose sono le nazioni che utilizzano l'aumento:
- In Scozia, l'aumento più frequente è quella della doppia orlatura fiorita e contrafiorita di gigli di rosso su campo d'oro, che è la caratteristica più visibile delle armi reali.
- Nel Sacro Romano Impero, l'imperatore concedeva frequentemente le sue armi (d'oro, all'aquila bicefala di nero) in occasione dell'innalzamento di un territorio in ducato o principato.
- Nell'araldica aragonese, le armi reali d'oro, a quattro pali di rosso sono talora concesse a personaggi, o cittadine o territori, fedeli al re. Esempi di queste concessioni si trovano negli stemmi delle Province di Catanzaro, Lecce e Reggio Calabria.
- Nell'araldica italiana il termine «aumento» di norma non viene utilizzato e si preferisce parlare, ad esempio nel caso di un capo, di «capo di concessione». Ciò comporta l'unificazione della blasonatura in una forma che prevede la citazione del capo come ultimo elemento.